# MKS Dąbrowa Górnicza
MKS Dąbrowa Górnicza – klub zrzeszający różne sekcje sportowe, do których należą m.in.sekcje: siatkarska, koszykarska, triathlonowa, pływacka i zapaśnicza. Klub działa w Dąbrowie Górniczej.
Od sezonu 2007/2008 nazwa klubu zmieniła się na MKS (Miejski Klub Sportowy)

## Historia
MKS powstał z inicjatywy ówczesnych władz miasta i nauczycieli wychowania fizycznego. Na początku były tylko dwie sekcje: piłka nożna i koszykówka. W roku 1994 powstała sekcja siatkówki i lekkiej atletyki, dopiero w roku 1998 dołączyła sekcja pływacka, a w 1999 sekcja zapaśnicza.
Sekcja piłki nożnej jest następcą klubu GKS Dąbrowa Górnicza (powstałego w 1964 z połączenia TS Dąbrowa Górnicza i Górnik ZNME Dąbrowa Górnicza).

## Zawodnicy
Zawodnicy i zawodniczki mają do wyboru siedem sekcji, tj. piłka nożna, koszykówka, siatkówka, lekka atletyka, pływanie, zapasy i triathlon.

## Inne imprezy
MKS współorganizuje z Centrum Sportu i Rekreacji szereg imprez o charakterze sportowo-rekreacyjnym:
- Mistrzostwa Dąbrowy Górniczej w Pływaniu
- Mistrzostwa Śląska Młodzików i Kobiet w Zapasach w stylu wolnym
- Międzynarodowe Zawody Zapaśnicze
- Międzywojewódzkie Mistrzostwa Młodzików i Młodziczek w zapasach w stylu wolnym
- Mistrzostwa Śląska w zapasach w stylu wolnym
- Mikołajkowe spotkania z pływaniem, zapasami, piłką siatkową.

## Kobieca sekcja siatkarska
MKS Dąbrowa Górnicza – polska kobieca drużyna siatkarska, będąca sekcją klubu sportowego MKS Dąbrowa Górnicza.

## Sekcja koszykówki
Sekcja koszykarska MKS Dąbrowa Górnicza powstała w 1992 roku. Do 2003 roku występowała w ligach lokalnych, w latach 2003–2008 w II lidze, w latach 2008–2014 w I lidze, a od sezonu 2014/2015 gra w najwyższej klasie rozgrywkowej.